# Geertruida de Haas-Lorentz
Geertruida Luberta de Haas-Lorentz (n. 20 noiembrie 1885, Leiden, Olanda de Sud, Țările de Jos – d. 1973, Leiden, Olanda de Sud, Țările de Jos) a fost o femeie-fizician din Țările de Jos.
A fost fiica cea mare a fizicianului Hendrik Lorentz.
Soțul său, de asemenea, a fost un fizician renumit și anume Wander Johannes de Haas.
S-a ocupat de analiza fluctuațională și în special de teoria zgomotului electric.
A studiat la Universitatea din Leiden (avându-l pe Hendrik Lorentz ca profesor), iar la sfârșitul studiilor, în 1912, a elaborat lucrarea de doctorat intitulată: "Over de theorie van de Brown'schen beweging en daarmede verwante verschijnselen" ("Asupra teoriei mișcării browniene și fenomenelor conexe").
1. 1 2 3  „Geertruida de Haas-Lorentz”, Gemeinsame Normdatei, accesat în 16 martie 2024
2. ↑  data.bibliotheken.nl, accesat în 16 martie 2024